# Station Sztumska Wieś
Station Sztumska Wieś is een spoorwegstation in de Poolse plaats Sztumska Wieś.